# Aeropark
Aeropark là một bảo tàng hàng không ngoài trời, nằm bên cạnh Sân bay Quốc tế Ferenc Liszt, Budapest, Hungary. Nơi đây là bảo tàng dành riêng cho lịch sử hàng không dân dụng Hungary, trưng bày hầu hết các loại máy bay từng được sử dụng bởi hãng hàng không quốc gia Malév mà hiện không còn sử dụng nữa.
Bảo tàng Aeropark có thiết bị mô phỏng chuyến bay cho du khách trải nghiêm. Cửa hàng quà lưu niệm của bảo tàng bán các mô hình máy bay và nhiều kỷ vật khác nhau của hãng hàng không Malév. Hầu hết các máy bay của Aeropark đều có phần đường dành cho hành khách đi xe lăn. Bảo tàng Aeropark là thành viên thường xuyên tham gia sự kiện Long Night of Museums diễn ra hàng năm.

## Lịch sử
Bảo tàng Aeropark ban đầu có tên là Công viên Máy bay Ferihengy, sau đổi tên thành Sân bay Quốc tế Ferihegy, rồi trở thành Bảo tàng Aeropark.
Bảo tàng có lịch sử bắt đầu từ ngày 23 tháng 2 năm 1988, khi quân đội Liên Xô gửi  một chiếc máy bay Ilyushin Il-14T cho Hungary để triển lãm. Sau đó, István Veress, rổng giám đốc của Bảo tàng Vận tải và Kỹ thuật Hungary và Tamás Erdei, người đứng đầu Cục Hàng không và Sân bay (LRI) đã công bố thành lập một bảo tàng hàng không. Ba chiếc máy bay của bảo tàng, Il-14, Ilyushin Il-18 và Tupolev Tu-134 ban đầu được đặt trong một sân bay riêng, bên cạnh nhà chứa máy bay của Malév.
Công viên Máy bay Ferihegy sau đó được mở cửa lại vào năm 1991 tại một địa điểm mới, nằm giữa đường băng 31L và nhà ga 2B. Ba chiếc máy bay đã được chuyển đến địa điểm mới. Máy bay và các thiết bị khác là tài sản của Bảo tàng Giao thông Vận tải, còn Cục  Hàng không và Sân Bay LRI có trách nhiệm bảo quản và trưng bày các tài sản này. Cục Hàng không và sân bay LRI sau này được chia thành hai công ty con vào năm 2002: Budapest Airport và HungaroControl. Budapest Airport kế nhiệm LRI quản lý bảo tàng.
Năm 2003, Budapest Airport đã loại bỏ tất cả các bộ phận không cần thiết trong điều hành sân bay, bao gồm cả bảo tàng. Song Budapest Airport vẫn hỗ trợ thành lập một quỹ mới để tiếp quản việc quản lý bảo tàng. Quỹ Văn hóa cho Công viên Máy bay Ferihegy đã tiếp quản, quản lý bảo tàng từ năm 2004 đến năm 2014. Đến năm 2014, tổ chức phi lợi nhuận Trung tâm Văn hóa Hàng không kế nhiệm quản lý bảo tàng. Tổ chức này được thành lập vào năm 2010 với mục đích bảo tồn và triển lãm máy bay cũng như các vật lưu niệm khác của hàng không Hungary. Bảo tàng được đổi tên thành  Aeropark kể từ ngày 19 tháng 6 năm 2014 và giữ nguyên tên đến hiện tại.
Vào đầu năm 2017, bảo tàng tạm thời đóng cửa để di dời đến một địa điểm gần đó. Việc di dời bắt đầu từ ngày 23 tháng 3. Sau đó, bảo tàng mở cửa trở lại vào đầu tháng 6.

## Hình ảnh

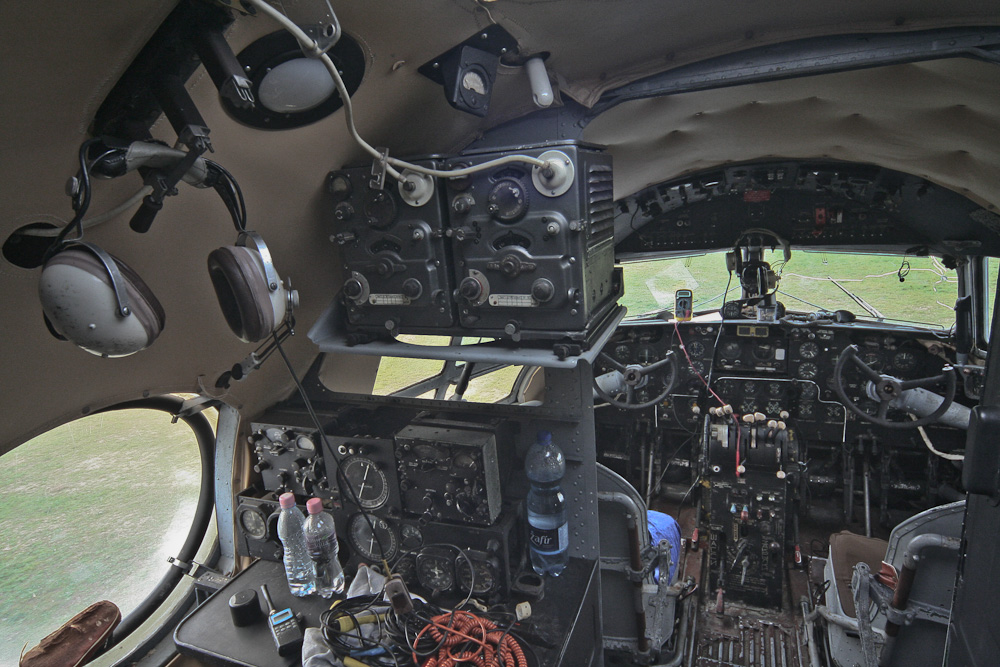
Buồng lái Il-14 HA-MAL
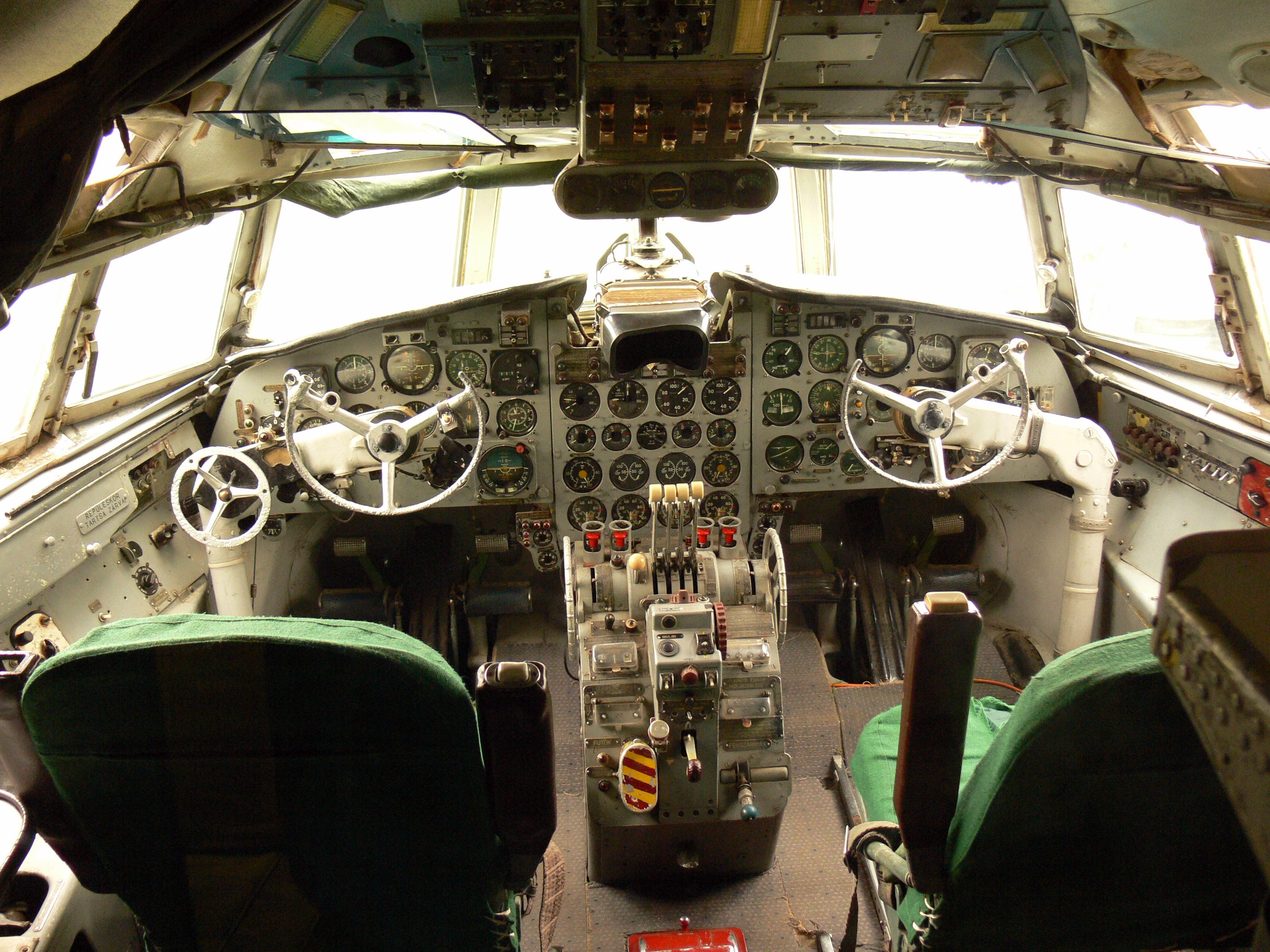
Buồng lái Il-18 HA-MOA
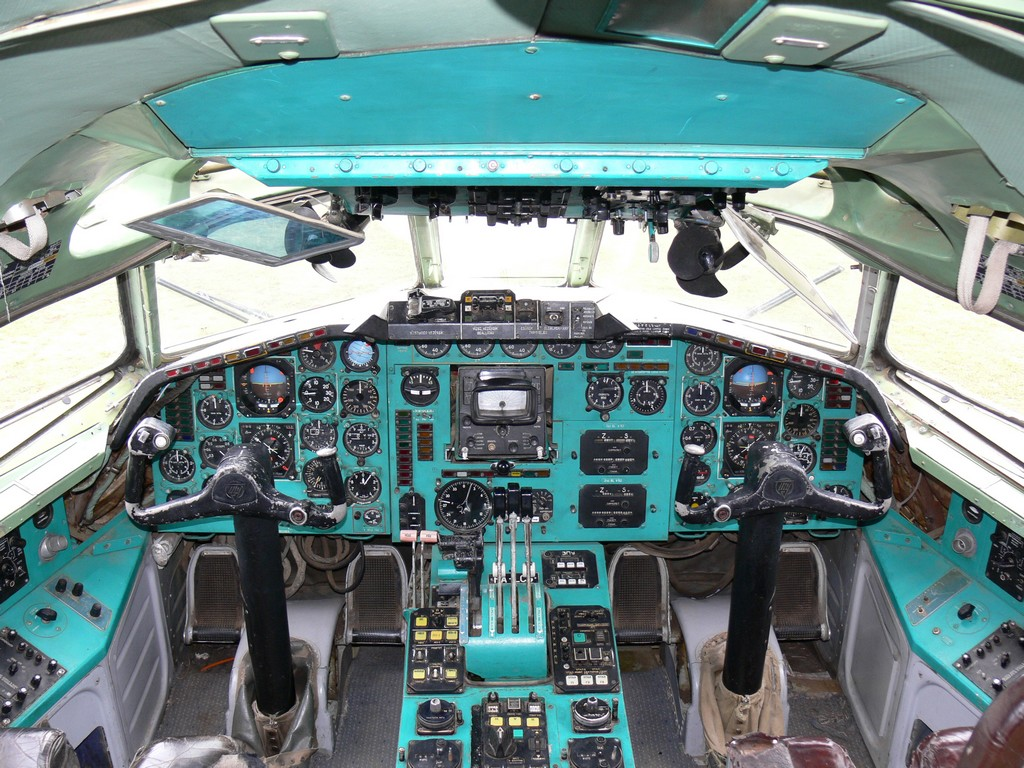
Buồng lái Tu-154 HA-LCG
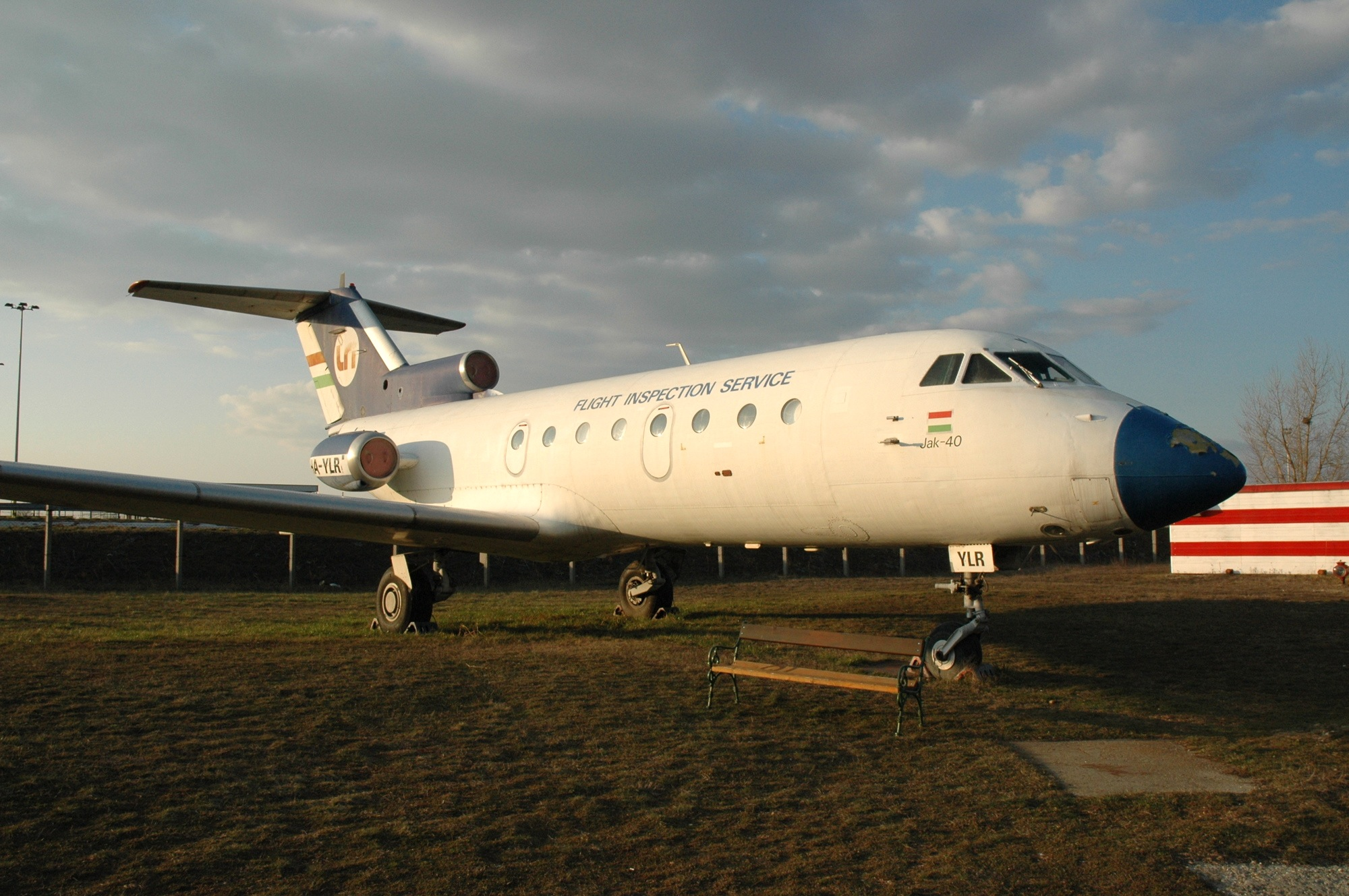
Yak-40 HA-YLR